# 黒人の狂詩曲

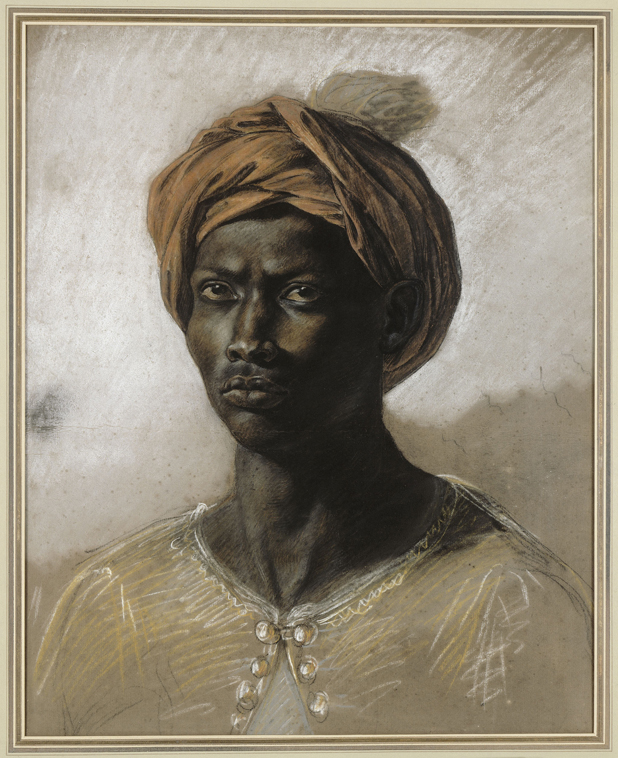
『Le Nègre au turban』 ウジェーヌ・ドラクロワ画。本作は20世紀初頭のパリで流行していたアフリカ美術の流れをくむものである。

『黒人の狂詩曲』（Rapsodie nègre） FP 3 は、フランシス・プーランクが1917年に作曲したフルート、クラリネット、弦楽四重奏、バリトンとピアノのための楽曲。作曲者にとってはおおやけに演奏された初めての作品となった。
本作の5つの楽章のうち、3つは器楽によるもの、中央に置かれる間奏曲はバリトンとピアノで演奏され、フィナーレには全ての奏者が参加する。曲はエリック・サティに献呈された。

## 概要
当時リカルド・ビニェスの弟子だった18歳のプーランクが、1917年までに書き上げた楽曲の数は分かっていない。プーランクの伝記作家であるカール・シュミットは、本作以前に作曲者自身が破棄したことがわかっている楽曲として、いずれもピアノ独奏のための『Processional pour la crémation d'un mandarin』（訳例：中国官吏の火葬の達人）（1914年）と前奏曲集（1916年）を挙げている。この頃のパリではアフリカ芸術が流行しており、プーランクは出版された韻文集『Les Poésies de Makoko Kangourou』に出会って喜んでいた。これはマルセル・プルイユとシャルル・ムリエが編者であると思われ、リベリアの韻文であると称するそれは実のところ悪ふざけとなっていて、無意味な言葉とパリっ子が通りで使うスラングで溢れている。プーランクが声楽による間奏曲とフィナーレに用いた抜粋部分は以下のものである。
Honoloulou, pota lama!

Honoloulou, Honoloulou,

Kati moko, mosi bolou

Ratakou sira, polama!

Wata Kovsi mo ta ma sou

Etcha pango, Etche panga

tota nou nou, nou nou ranga

lo lo lulu ma ta ma sou.

 

Pata ta bo banana lou

mandes Golas Glebes ikrous

Banana lou ito kous kous

pota la ma Honoloulou.
初演は1917年12月11日に行われた。歌手のジャーヌ・バトリが企画してヴィユ・コロンビエ劇場で開催されていた現代音楽コンサートシリーズの中での一幕だった。プーランクは後に初演の状況を回想している。
寸前になって歌手が降参してしまった。彼は曲が間抜けすぎる、馬鹿だと思われたくないと言うのである。まったく想定外に大きな譜面台に隠れて、私はその間奏曲を自分で歌わねばならなくなった。既に軍服を着ていたので、軍人が似非マダガスカル語の歌を喚き散らすという尋常ならざる結果をご想像いただけるだろう。
本作はたちまち成功を収め、続く数年の間にパリの様々な会場で幾度も演奏された。この作品は被献呈者のエリック・サティをはじめ、モーリス・ラヴェル、イーゴリ・ストラヴィンスキーから認められた。いたく感銘を受けたストラヴィンスキーは、プーランクのために一流出版社との契約を取り付けてやっている。

## 楽曲構成
5つの部分から構成される。演奏時間は約10-11分。
Prélude – Modéré 4/4拍子
穏やかな調子の開始部分。次の曲へと続く。
Ronde – Très vite
珍しい8/8拍子という拍子で始まり、一般的な6/8拍子、2/4拍子へと移っていく。評論家のジェームズ・ハーディングはこの曲を「息もつかさぬ（中略）部族の舞の洗練されたパリジャン版である」と評している。
Honoloulou – Vocal Interlude – Lent et monotone 2/4拍子
木管楽器と弦楽四重奏はこの楽章では演奏しない。ピアノに伴われたバリトンが意味のない詞を歌う。その調子は「単色の下降形で頭にひどくこびりつく。」
Pastorale – Modéré 3/4拍子
穏やかな曲。
Final – Presto et pas plus 2/4拍子
最も長い楽曲となっており、忙しない動きの合間に間奏曲のバリトンソロが回想される。